# Venom (filme)
Venom é um filme de super-herói estadunidense de 2018, baseado no personagem de mesmo nome da Marvel Comics, produzido pela Columbia Pictures em associação com a Marvel e a Tencent Pictures e distribuído pela Sony Pictures Releasing. É o primeiro filme do Universo Homem-Aranha da Sony e foi dirigido por Ruben Fleischer com um roteiro escrito por Scott Rosenberg, Jeff Pinkner e Kelly Marcel. O elenco é composto por Tom Hardy como Eddie Brock / Venom, ao lado de Michelle Williams, Riz Ahmed, Scott Haze e Reid Scott. Em Venom, o jornalista Brock ganha superpoderes depois de ser infectado por um simbionte alienígena cuja espécie planeja invadir a Terra.
A Sony começou o desenvolvimento de um filme do Venom depois que o personagem fez sua estreia nos cinemas em Homem-Aranha 3 (2007). Depois de várias interações e projetos, o trabalho em uma nova versão começou em março de 2017, com a intenção de iniciar um novo universo compartilhado com os personagens da Marvel para os quais a Sony possuía os direitos cinematográficos; A Sony também pretendia que o filme compartilhasse o mesmo mundo do filme Spider-Man: Homecoming, que conseguiu ser integrado ao UCM após um acordo entre a Sony e a Marvel Studios. Rosenberg e Pinkner foram chamados para escrever o roteiro, com Fleischer e Hardy se juntando a equipe do filme em maio de 2017. As filmagens começaram em outubro de 2017 nas cidades de Atlanta, Nova Iorque e São Francisco.
Venom estreou em Los Angeles no dia 1 de outubro de 2018, e foi lançado nos cinemas dos Estados Unidos em 5 de outubro de 2018 nos formatos convencionais 3D e IMAX. No Brasil e em Portugal, a estreia ocorreu um dia antes em 4 de outubro de 2018. O filme ultrapassou mais de US$ 854 milhões mundialmente e quebrou vários recordes de bilheteria no mês de outubro. O filme recebeu críticas geralmente mistas pelo seu estilo visual, trilha sonora e melhor interpretação do personagem título, sendo que o desempenho de Hardy foi amplamente elogiado.
Na cena pós créditos do filme Eddie Brock vai a uma prisão em San Marino onde ele vai entrevistar um maníaco que matou centenas de pessoas o maníaco era Cletus Casady interpretado por Woody Harrelson, Cletus diz que quando sair da prisão será uma Carnificina se referindo ao icônico vilão do Venom.
Uma sequência intitulada Venom: Let There Be Carnage foi lançada em 2021, novamente Tom Hardy no papel principal e o vilão foi Cletus Casady/Carnificina que novamente foi interpretado por Woody Harrelson o filme foi dirigido por Andy Serkis e é uma continuação direta do primeiro filme e é um 2° filme na cronologia do Universo Sony e foi seguido por Morbius (2021) onde também terá uma participação de Tom Hardy como Eddie Brock/Venom. Uma sequência de Let There Be Carnage foi lançada em 2024, intitulada Venom: The Last Dance.

## Enredo
Enquanto explorava o espaço em busca de novos mundos habitáveis, uma sonda pertencente à Fundação Vida, uma corporação de bioengenharia, descobre um cometa coberto de formas de vida simbióticas. Eles trazem quatro amostras de volta para a Terra, mas uma delas acaba escapando e faz com que a nave caia na Malásia. O simbionte que escapou toma o corpo de uma enfermeira que estava no local da queda fazendo seu caminho da Malásia até São Francisco. A Fundação Vida recupera os outros três e os transporta para suas instalações de pesquisa em São Francisco, onde o diretor executivo Carlton Drake descobre que os simbiontes não podem sobreviver sem hospedeiros que respirem oxigênio, e que frequentemente rejeitam a simbiose. O jornalista investigativo Eddie Brock lê sobre os experimentos em humanos feitos por Drake em um documento confidencial na posse de sua namorada Anne Weying, uma promotora pública envolvida na preparação de uma defesa judicial para a Fundação Vida. Brock confronta Drake, porém tanto Brock quanto Weying acabam perdendo seus empregos e, desta forma, Weying termina seu relacionamento com Brock. Em um dos testes, Drake contrata Isac, um homem que achava que tinha poderes de Deus, mas o mesmo acaba morrendo pela pulso-radiação feita pelo Alien.
Seis meses depois, Drake está se aproximando de uma simbiose bem sucedida. Brock é abordado por Dora Skirth, uma das cientistas de Drake que discorda de seus métodos e quer ajudar Brock a expô-lo ao público. Ela ajuda Brock a invadir o centro de pesquisa em busca de evidências, e no local ele descobre que uma conhecida dele, uma mulher sem-teto chamada Maria, tornou-se uma das cobaias de testes de Drake. Brock tenta resgatar Maria, mas ela ataca ele e o simbiote que a estava possuindo é transferido de seu corpo para o dele, matando-a no processo. Brock consegue escapar, mas logo começa a exibir sintomas estranhos e pede ajuda a Weying. O seu novo namorado, Dr. Dan Lewis, examina Brock e descobre o simbionte. Enquanto isso, Drake executa Skirth pela sua traição expondo-a ao simbionte restante em cativeiro, que por fim morre. Isso torna o simbionte dentro de Brock seja o único espécime sobrevivente conhecido.
Drake envia mercenários para recuperar o simbionte de Brock, mas ele assume o corpo de Brock e o transforma em uma criatura monstruosa que luta contra os agressores. Uma vez que encontra abrigo fora da cidade, o simbionte se comunica com Brock e se apresenta como Venom. Ele explica que o cometa encontrado pela Fundação Vida é, na verdade, uma força de invasão em busca de novos mundos onde os simbiontes sejam capazes de possuir e devorar seus habitantes. Venom promete poupar Brock se ele ajudasse os simbiontes a atingirem seu objetivo, e Brock logo aprende um pouco mais dos atributos sobre-humanos que o simbionte lhes fornece. Brock invade seu antigo local de trabalho para deixar evidências dos crimes de Drake, mas ele é cercado por policiais da SWAT na saída e se transforma novamente para escapar. Weying testemunha essa transformação e leva Brock de volta ao escritório de Lewis, onde eles revelam a Brock que o simbionte está lentamente consumindo seus órgãos internos. Brock também admite que o simbionte tem dois pontos fracos: ruídos agudos e fogo. Embora o simbionte afirme que os danos aos órgãos seja uma parte fixa da simbiose entre eles, Weying usa uma máquina de ressonância magnética para enfraquecer o simbionte por tempo suficiente para que Brock se separe dele. Então, Brock é capturado pelos homens de Drake.
Enquanto isso, o quarto simbionte, Riot, vai da Malásia para São Francisco, saltando de corpo a corpo. Ele consegue ligar-se ao Drake, que concorda em levar Riot em uma sonda espacial da Fundação Vida para coletar o restante dos simbiontes e trazê-los para a Terra. Weying relutantemente se liga com Venom para que eles possam libertar Brock. Quando Brock e Venom estão ligados novamente, o último revela que ele foi convencido a ajudar a proteger a Terra da invasão de sua espécie devido as suas interações com Brock, e os dois tentam parar Riot e Drake com a ajuda de Weying. Após lutar com Riot, Venom danifica a sonda quando ela decola fazendo com que ela exploda e mate Riot e Drake. Algum tempo depois, Weying acredita que Brock não está mais ligado a Venom depois de tudo o que aconteceu, e que o simbionte também morreu na explosão. No entanto, os dois permanecem secretamente ligados e comprometidos em proteger a cidade matando criminosos.
Brock também recupera seu trabalho como jornalista investigativo e, em uma cena no meio dos créditos, ele é convidado para entrevistar o assassino em série e presidiário Cletus Kasady, que promete que haverá "carnificina" quando escapar.

## Elenco
- Tom Hardy como Eddie Brock / Venom:
Um jornalista investigativo que se torna o hospedeiro de um simbionte alienígena que o confere habilidades sobre-humanas e um alter ego violento: Venom.[3][4][5] O diretor Ruben Fleischer disse que, ao contrário de um lobisomem ou Jekyll e Hyde, a relação entre Brock e o simbionte é um "híbrido", com os dois personagens compartilhando um corpo e trabalhando juntos. Hardy ficou atraído por essa dualidade e comparou os dois personagens com Ren e Stimpy. Ele deu a cada um uma voz distinta: um "sotaque americano acentuado" para Brock; e uma voz semelhante a "James Brown com língua de lagarto" para Venom,[6] que foi "modulada para parecer mais sinistra".[7] Hardy chamou Brock de anti-herói que "faria o que fosse necessário" para atingir um objetivo.[5] Hardy planejava usar a captura de movimento para retratar Venom,[8] porém essa ideia foi abandonada devido à diferença entre seu rosto e o do personagem.[9]
- Michelle Williams como Anne Weying:
Uma promotora pública e ex-namorada de Eddie.[10][11] Williams ficou animada com a perspectiva de seu personagem se tornar a She-Venom no futuro, e Fleischer sentiu que seria divertido dar aos fãs um easter-egg disso mostrando brevemente a She-Venom no filme. Isso foi mantido em segredo até o lançamento do longa, e Flesicher esperava que a resposta positiva à aparência levaria a mais participações da She-Venom em futuros filmes do Venom ou até mesmo um filme independente da personagem.[12]
- Riz Ahmed como Carlton Drake / Riot:
Um gênio inventor e líder da Fundação Vida que realiza experimentos com os simbiontes.[4][5] Ahmed explicou que Drake está tentando salvar o futuro da humanidade quando descobre os simbiontes,[5] com Fleischer acrescentando que Drake tem um objetivo positivo, mas uma "ambiguidade moral" que o leva a testar sua ciência em outras pessoas.[12] Eventualmente, Drake é ligado a outro simbionte conhecido como Riot, que Fleischer descreveu como "um pula-corpos".[5]
- Scott Haze como Roland Treece: O chefe de segurança de Drake.[13]
- Reid Scott como Dan Lewis: O novo namorado de Anne e um médico que tenta ajudar Eddie.[14]

Adicionalmente, Jenny Slate e Melora Walters retratam respectivamente, Dora Skirth, uma cientista da Fundação Vida, e Maria, uma mulher sem-teto a quem Brock faz amizade. Chris O’Hara faz uma breve aparição como o astronauta John Jameson. Woody Harrelson é apresentado na cena no meio dos créditos do filme como o vilão Cletus Kasady, enquanto Stan Lee faz uma participação como um velho passeando com um cachorro que fala com Brock e Venom. Sope Aluko, Scott Deckert, Marcella Bragio, Michelle Lee, Mac Brandt, Christian Convery, Sam Medina e Ron Cephas Jones também aparecem no filme.

## Dublagem brasileira
Estúdio de dublagem - Delart
Produção
- Direção de Dublagem: Manolo Rey[23]
- Cliente: Sony[23]
- Tradução: Bianca Daher[23]

Dubladores
- Eddie/ Venom: Guilherme Briggs[23]
- Drake/ Riot: Nando Lopes[23]
- Ane/ She-Venom: Adriana Torres[23]
- Skirth: Ana Lucia Grangeiro[23]
- Dan: Claudio Galvan[23]
- Treece: Mauro Horta[23]
- Emerson: Cafi Balloussier[23]
- Jack: Ricardo Rossatto[23]
- Collins: Barbara Monteiro[23]
- Richard: Malta Junior[23]
- Sra. Chen: Cláudia Ricart[23]
- Sra. Manfredi: Carla Pompilio[23]
- Stan Lee: Carlos Seidl[23]

## Produção

### Desenvolvimento
Em 1997, David S. Goyer escreveu o roteiro para um filme com o personagem Venom da Marvel Comics, que seria produzido pela New Line Cinema. Dolph Lundgren estava em negociações para estrelar no elenco do filme, e teria sido incluído no papel do personagem Carnificina como o antagonista principal. Todavia, o projeto acabou não avançando e os direitos do personagem foram transferidos para a Sony Pictures junto com os do Homem-Aranha, o qual Venom é seu arqui-inimigo nas histórias em quadrinhos. Eddie Brock, o alter-ego de Venom, fez sua estreia cinematográfica no filme Homem-Aranha 3 (2007) da Sony, com Topher Grace interpretando o personagem. Grace pretendia aparecer brevemente como Brock, mas tornou-se o vilão principal como Brock e Venom porque o produtor Avi Arad achava que a série dependia muito dos vilões favoritos do diretor dos filmes do Homem-Aranha, Sam Raimi, e não dos personagens que os fãs modernos estavam realmente interessados. Raimi ficou hesitante em explorar o personagem devido à sua "falta de humanidade". Arad revelou planos para um filme derivado focado no Venom em julho de 2007.
Em julho de 2008, a Sony estava ativa no desenvolvimento de Venom ao lado de sequências diretas do filme Homem-Aranha 3, esperando que o personagem pudesse "adicionar longevidade" à franquia de forma semelhante ao Wolverine na série de filmes dos X-Men da 20th Century Fox. Jacob Estes escreveu um roteiro para o filme, mas o estúdio estava considerando levá-lo para uma direção diferente desse rascunho e estava buscando novos roteiristas. A Sony também não estava "convencida" de que Grace poderia "fazer" o filme.  Em setembro, a Sony contratou Paul Wernick e Rhett Reese para escrever um novo roteiro, enquanto alguns integrantes da indústria sugeriram que Grace retornasse para o filme derivado "porque o ator simpático poderia ser um malfeitor simpático", em resposta ao co-criador do Venom, Todd McFarlane, que sugeriu que um filme do Venom não poderia ser bom com um vilão como o personagem central. Posteriormente, Wernick e Reese lançaram a ideia de criarem uma história original exclusiva do filme para a Sony, que Reese descreveu como sendo "realista, pé no chão e um pouco mais sombria para o personagem". Então, a dupla trabalhou em um esboço com a Sony e a Marvel, que "tinham regras específicas sobre o vilão e a história de fundo e coisas assim". Eles concluíram o rascunho até abril de 2009, que incluía um papel escrito especificamente para Stan Lee, e apresentava uma cena onde o simbionte do Venom saltava "de corpo em corpo [por uma cidade] e cada habitante acabava tornando-se altamente violento e golpeava alguém e depois saltava [para eles]."

"Ele era um jornalista [que] se meteu em problemas por isso... para nós toda a essência dos personagens da Marvel é: ficar perto da Bíblia, ficar perto da história emocional, e o resto é diversão."

— O produtor Matt Tolmach, sobre permanecer fiel às origens dos quadrinhos do personagem ao desenvolver Venom
Wernick e Reese entregaram um segundo rascunho em setembro de 2009, com Reese dizendo que a Sony estava "empurrando para a frente de todas as maneiras que eles avançavam". Um mês depois, Gary Ross, que estava reescrevendo o roteiro de Homem-Aranha 4 na época, também foi contratado para reescrever o roteiro de Venom, bem como produzir e dirigir o longa-metragem lado de Arad. Grace "não era provavelmente considerado" para reprisar o papel, uma vez que o filme estava começando "a sair dos rascunhos" e procurando fazer do vilão "um anti-herói que se torna um defensor dos inocentes". Em janeiro de 2010, a Sony anunciou que a franquia do Homem-Aranha seria reiniciada depois que Raimi decidiu que não continuaria desenvolvendo sequências diretas de Homem-Aranha 3. Em março de 2012, a Sony ainda estava interessada em um filme do Venom, agora buscando capitalizar o lançamento de The Amazing Spider-Man, o primeiro filme de reinício da franquia. O estúdio estava em negociações com Josh Trank para substituir Ross depois que este abandonou o projeto para dirigir o filme Jogos Vorazes (2012). Em junho daquele ano, Arad e seu colega e produtor Matt Tolmach discutiram sobre a possibilidade de Venom se conectar com The Amazing Spider-Man, depois de fazerem comparações com os filmes do Universo Cinematográfico Marvel (UCM) que se ligavam em The Avengers (2012). Arad chamou isso de "uma história de Eddie Brock" apenas, mas Tolmach acrescentou: "Espero que todos esses mundos vivam juntos em paz algum dia".

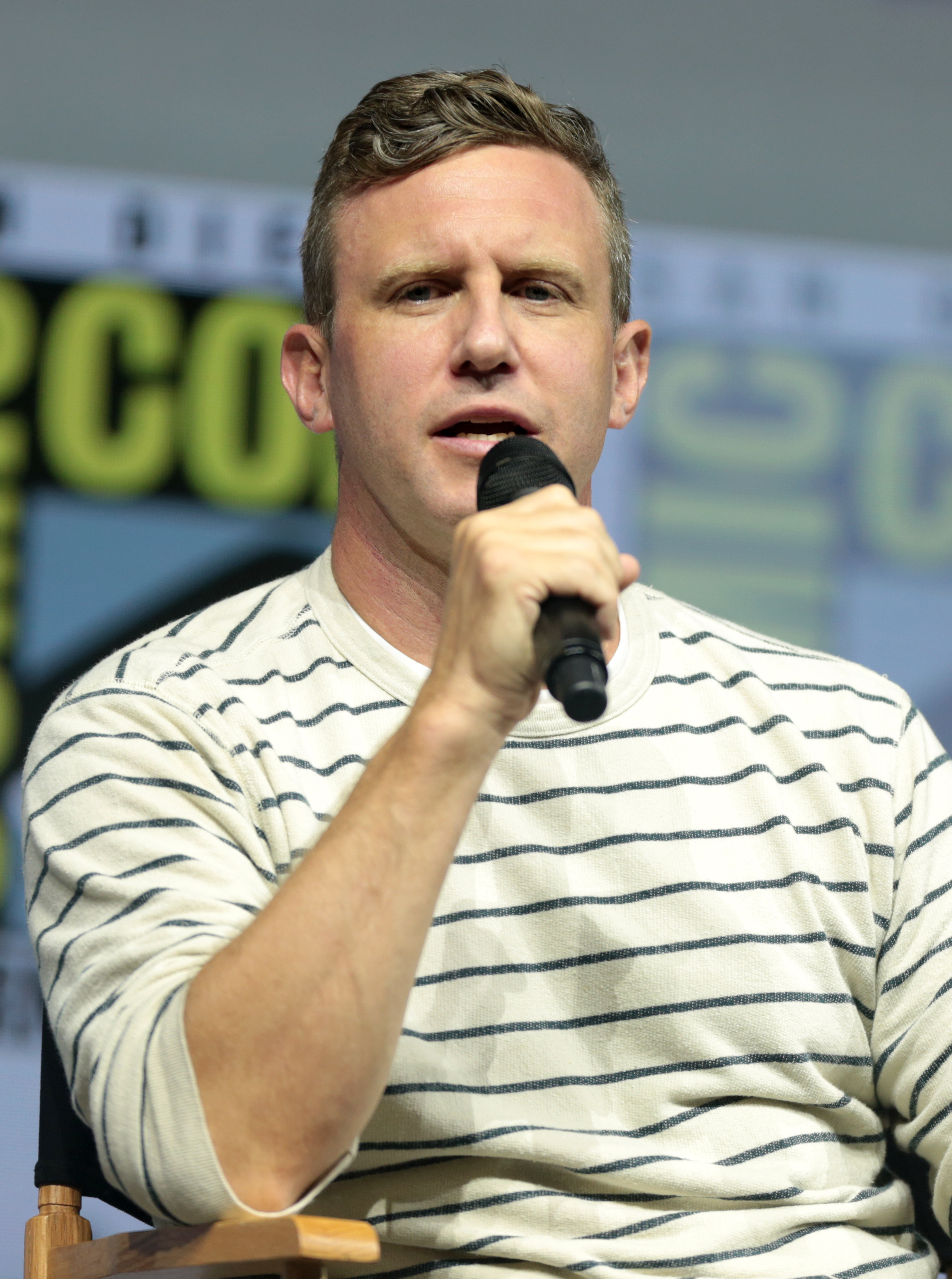
Ruben Fleischer, o diretor de Venom, na San Diego Comic-Con em 2018.

Em dezembro de 2013, a Sony revelou planos de usar o The Amazing Spider-Man 2 (2014) para estabelecer seu próprio universo expandido com base nas propriedades da Marvel para as quais o estúdio possuía direitos de filmagem, incluindo Venom. Arad e Tolmach produziriam os filmes como parte de uma franquia em nascimento, com Alex Kurtzman, Roberto Orci e Ed Solomon sendo escalados para escrever um roteiro para Venom, que Kurtzman iria dirigir. Em abril de 2014, Arad e Tolmach disseram que Venom seria lançado após The Amazing Spider-Man 3 — que estava previsto para ser lançado em 27 de maio de 2016 — e antes de The Amazing Spider-Man 4. No entanto, The Amazing Spider-Man 2 teve um desempenho abaixo do esperado e, com a Sony "sob tremenda pressão para executar [que eles tinham que tomar] um olhar duro em sua franquia mais importante", a direção do universo compartilhado foi repensada. The Amazing Spider-Man 3 foi adiado para 2018 enquanto que o filme Venom, agora conhecido pelo título Venom Carnage, foi transferido para 2017. Kurtzman ainda estava cotado para dirigir e escrever o filme ao lado de Solomon. Em fevereiro de 2015, a Sony e a Marvel Studios anunciaram uma nova parceria que faria a Marvel produzir o próximo filme do Homem-Aranha para a Sony e integrar o personagem em seu UCM. A Sony ainda planejava produzir filmes derivados sem o envolvimento da Marvel, mas em novembro acredita-se que eles teriam sido descartados para que a Sony pudesse se concentrar em seu novo reboot com a Marvel.
Venom foi novamente revivido pela Sony em março de 2016, com Arad e Tolmach produzindo, e Dante Harper escrevendo um novo roteiro. O projeto foi concebido como um filme autônomo sem relação com a Sony e os novos filmes do Homem-Aranha da Marvel, e que lançaria sua própria franquia. Um ano depois, a Sony agendou o lançamento do filme para o dia 5 de outubro de 2018 e anunciou que Kurtzman não estava envolvido com o novo projeto, e que nenhum novo diretor havia sido escolhido enquanto o roteiro estava sendo escrito por Scott Rosenberg e Jeff Pinkner. Esperava-se que Venom iniciasse uma nova franquia e um novo universo compartilhado independente do UCM, e estava inicialmente buscando uma classificação indicativa R e baixo orçamento, inspirado pelo sucesso adquirido pela 20th Century Fox ao ter feito o mesmo com os filmes dos X-Men: Deadpool (2016 ) e Logan (2017). Acreditava-se que a lista de diretores da Sony para o filme incluía Adi Shankar, conhecido por seus papéis sombrios em classificação R "nas propriedades que desenvolveu", e Adam Wingard. Em maio, a Sony anunciou que Tom Hardy iria estrelar como Eddie Brock / Venom no filme, que agora seria dirigido por Ruben Fleischer e começaria oficialmente o "Universo Marvel da Sony". Venom não é considerado um derivado de qualquer outro filme. Fleischer foi escolhido após uma longa busca pela Sony, enquanto que a escalação de Hardy, que declarou ser um "grande fã" de Venom, aconteceu muito rapidamente depois que ele abandonou o filme Triple Frontier do diretor JC Chandor em abril e a Sony "viu uma oportunidade de cortejar um talento sob demanda."

### Pré-produção
Em junho de 2017, o presidente da Marvel Studios, Kevin Feige, confirmou que o filme era apenas um projeto da Sony e que a Marvel não tinha planos de conectá-lo ao UCM. No entanto, a produtora Amy Pascal logo esclareceu que a Sony pretendia que seus filmes do Universo Marvel acontecessem no "mesmo mundo" que os novos filmes do UCM começando com Spider-Man: Homecoming, descrevendo-os como "adjuntos" daquele mundo. Ela disse que Venom se conectaria ao próximo filme do Universo Marvel da Sony, Silver & Black, e que havia potencial para o Homem-Aranha de Tom Holland aparecer. O personagem Carnificina também deve aparecer em Venom nesse momento. Em julho, o presidente da Columbia Pictures, Sanford Panitch, explicou que a Sony não estava interessada em produzir "filmes de histórias em quadrinhos convencionais" e estava procurando fornecer para cada filme do seu Universo Marvel um estilo distinto. Venom foi considerado "um giro em um filme de terror", inspirado nas obras de John Carpenter e David Cronenberg, mas com "mais pop e divertido". Falando sobre a escolha do personagem, Fleischer disse: "sempre fui atraído pelos super-heróis mais anti-herói. Há um elemento sombrio nele [Venom] e uma inteligência que sempre me atraiu." Ele também disse que o filme iria explorar as origens de Venom e o relacionamento estilo "Jekyll e Hyde" que Brock tem com o simbionte.
Riz Ahmed estava em negociações para se juntar ao filme em agosto, com Matt Smith, Pedro Pascal e Matthias Schoenaerts também cotados para o mesmo papel. No mês de setembro, Michelle Williams entrou em negociações para se juntar ao filme como uma promotora pública e interesse amoroso de Brock. Em outubro, Jenny Slate, Reid Scott, e Scott Haze também foram escalados para se juntarem ao elenco do filme, com Slate interpretando o papel de uma cientista. Kelly Marcel escreveu o último rascunho do roteiro do filme. Hardy gravou suas falas para o simbionte durante a fase de pré-produção, sendo que elas foram moduladas posteriormente para parecerem mais ameaçadoras. Desta forma, elas puderam ser reproduzidos para o ator através de um fone de ouvido no set durante as cenas em que Brock e o simbionte conversam entre si. O orçamento final que a Sony alocou para a produção do filme foi de aproximadamente US$ 100 milhões, embora a produtora chinesa Tencent Pictures tenha coberto um terço desses custos para o estúdio.

#### Escrita e conexão com o Homem-Aranha
"Você é Eddie Brock. Eu sou o simbionte. Juntos nós somos Venom."

— O diretor Ruben Fleischer pegou esta citação dos quadrinhos como fonte de inspiração para representar o personagem-título do filme
Venom é baseado principalmente na minissérie Venom: Protetor Letal e no arco da história do "Planeta dos Simbiontes". Hardy disse que, assim como Protetor Letal, o filme é ambientado em São Francisco. Fleischer escolheu basear o filme em Protetor Letal porque, como foi a primeira série solo do Venom, "ela o libertou do Homem-Aranha." Em última análise, o Homem-Aranha não pôde ser incluído no filme por causa do acordo entre a Sony e a Marvel Studios, desafiando os roteiristas a "fazer um filme com um personagem que é definido pelo Homem-Aranha sem o Homem-Aranha". Por essa razão, eles procuraram a versão do Venom no Ultimate Marvel — cuja origem não está ligada ao Homem-Aranha — como inspiração. A minissérie Protetor Letal também deu aos roteiristas uma "base sólida" para explorar o lado mais heroico de Venom, ao invés do lado vilão. Uma das falas de Venom no filme, "Olhos, pulmões, pâncreas ... tantos lanches, tão pouco tempo", foi retirada sem alterações da revista The Amazing Spider-Man #374.
Em julho, Fleischer descreveu o filme como "sem heróis" e disse que planejava um "mundo enorme" com muitos personagens enquanto desenvolvia o filme; Ele revelou que outro simbionte, Riot, apareceria como um vilão no filme. Além disso, ele confirmou que o Homem-Aranha não faria nenhuma participação, mas disse que um crossover poderia acontecer em um filme futuro. Como a origem de Venom não está ligada ao Homem-Aranha no filme, como acontece nos quadrinhos, não fazia sentido para os cineastas adicionarem uma versão do símbolo do Homem-Aranha no peito de Venom. No entanto, eles ainda queriam ser precisos para com o visual dos quadrinhos o quanto fosse possível, e um personagem todo preto teria sido difícil de enxergar em cenas noturnas, dessa forma Venom ganhou um símbolo único em seu peito ao invés disso, que é formado a partir das veias brancas do simbionte no filme. Fleischer queria que Venom se destacasse em relação à outros filmes baseados em histórias em quadrinhos, e sentiu que o tom do longa-metragem não iria lembrar aos telespectadores do clima mais leve do UCM ou da atmosfera sombria do Universo Estendido DC. Era importante para ele honrar a violência do Venom dos gibis, onde "ele arranca a cabeça das pessoas e come cérebros. Seria estranho fazer um filme com o Venom se ele não fizesse isso." Os executivos da Sony ficaram relutantes em levar essas características violentas mais a fundo no filme que poderia ganhar uma classificação indicativa R, a qual eles acreditavam que causaria problemas para crossovers com o a atmosfera de família do Homem-Aranha, bem como outros personagens do UCM, em filmes futuros. Por fim, Venom recebeu classificação PG-13, com a violência atenuada para que permitisse possíveis crossovers.

### Filmagens
As filmagens começaram 23 de outubro de 2017, com as gravações sendo rodadas nas cidades de Atlanta e Nova Iorque. Matthew Libatique, o diretor de filmagem de Homem de Ferro (2008), retornou para a mesma função no filme, enquanto Oliver Scholl serviu como o desenhista de produção depois de ter trabalhado em Spider-Man: Homecoming. Em novembro, foi confirmado que Williams havia se juntado ao elenco do filme, com a Sony organizando sua programação de filmagens para garantir sua disponibilidade caso ela precisasse fazer regravações simultâneas e inesperadas do filme Todo o Dinheiro do Mundo (2017). Em dezembro, Woody Harrelson entrou em negociações para aparecer no filme, e no mesmo mês foi revelado que Williams interpretaria Anne Weying. Fleischer permitiu que Hardy improvisasse no set de filmagens e agisse conforme ele achasse o que precisaria acontecer em cena. Por exemplo, Hardy notou que havia um tanque de lagostas em um restaurante que estava definido para uma cena, e decidiu que seu personagem entraria no tanque durante a cena; a equipe de design de produção teve que trabalhar durante a noite para reforçar o tanque e enchê-lo com lagostas falsas para que Hardy pudesse entrar no dia seguinte. Filmagens adicionais aconteceram em São Francisco de 16 até 26 de janeiro de 2018. Entre os locais da cidade estavam incluídos os bairros Russian Hill, North Beach, Chinatown e o Distrito Financeiro. Hardy concluiu suas gravações no dia 27 de janeiro.

### Música
Ludwig Göransson assinou o contrato para compor a trilha sonora de Venom em março de 2018, reunindo-se com Fleischer após ambos terem trabalhado em conjunto no filme 30 Minutes or Less de 2011. Göransson, que também compôs a trilha do filme Black Panther (2018) da Marvel Studios, disse que estava interessado em continuar a explorar músicas para filmes de super-heróis pois "como um jovem compositor de filmes uma das coisas que você sonha... temas de super-heróis que realmente ressoam com o público." Em agosto, o rapper Eminem falou que iria contribuir com uma nova música para a trilha sonora de Venom, e seu álbum Kamikaze — lançado em 31 de agosto — apresentou uma faixa intitulada "Venom" que continha referências do filme. Mais tarde, a música foi lançada pela Aftermath Records como um single digital em 23 de setembro.

### Pós-produção
Ahmed e Scott tiveram suas participações no filme confirmadas em fevereiro de 2018, e Will Beall revelou ter feito escritas adicionais para o filme. Nos meses seguintes, Sope Aluko e Scott Deckert foram confirmados no elenco do filme, assim como os atores Haze e Harrelson também tiveram suas participações confirmadas, e o papel de Ahmed foi revelado como sendo o de Carlton Drake. Harrelson, que já havia trabalhado com Fleischer em Zombieland (2009), explicou que ele assinou o filme para um papel pequeno — ele se descreveu como sendo "em uma pequena fração deste filme" — sabendo que teria um papel maior em uma possível sequência. Em junho de 2018, o filme passou por refilmagens na cidade de Los Angeles, que foram supostamente supervisionadas por Hardy. Venom foi um dos primeiros filmes a ser rodado nas novas instalações de pós-produção do prédio da Sony Pictures, localizado em Culver City, Califórnia, com duas novas salas de cinema equipadas com design de som utilizando a tecnologia imersiva da Dolby Atmos, duas novas salas para mixagem de som com as estações de trabalho de áudio digital Pro Tools da Avid Technology e um local configurado para efeitos visuais remotos e revisão de gradação de cores. Maryann Brandon e Alan Baumgarten ficaram responsáveis pela edição do filme. Durante o processo de edição, Fleischer focou em "cultivar" a relação entre Brock e Venom, que ele achava ser o núcleo do filme. A cena de abertura do filme sofreu várias alterações, mas Fleischer sempre quis que ele "começasse com um estrondo", o que originou a queda da espaçonave durante a primeira sequência de cenas. O simbionte Venom é mostrado logo depois como uma introdução do "herói" do filme antes que a trama do vilão comece e se torne o foco da cena.

## Lançamento

### Divulgação
No painel da Sony Pictures na Comic Con Experience de 2017, Fleischer e Hardy apareceram em um vídeo gravado no set do filme para promovê-lo. Um teaser do filme foi lançado em fevereiro de 2018, o qual Dani Di Placido da revista Forbes chamou de "comicamente decepcionante". Ele sentiu que este foi um grande passo em falso dado pela Sony, e declarou que o teaser parecia ter sido feito para conquistar os fãs mais desinteressados do Homem-Aranha, particularmente após a interpretação do personagem em Homem-Aranha 3. O fato do teaser não ter o personagem-título incluso foi um alvo em comum de várias críticas feitas por comentaristas. Mais tarde, Tom Rothman, o presidente da Sony, reconheceu o erro explicando que a intenção tinha sido "aumentar a expectativa" para o filme. Em agosto, Fleischer revelou que o trailer não havia mostrado o Venom porque os efeitos visuais do personagem ainda não estavam completos na época.
Rothman apresentou novas imagens do filme durante a CinemaCon de 2018, e, após ter revelado o trailer que mostrava a versão final do Venom no filme, e também dizendo "Viu, nós não esquecemos de colocar Venom no filme!", Placido teve uma visão mais positiva acerca do mesmo, elogiando a aparência e o visual de Venom, porém demonstrou preocupação com os diálogos. Durante o trailer, a atriz Jenny Slate pronuncia (em inglês) a palavra simbionte como "SIM-bye-oht" ao invés de "SIM-bee-oht", como muitos comentaristas acreditavam que deveria ser pronunciada. A questão levou à críticas generalizadas e a um percentual de aumento de 35,7% nas buscas por "pronúncias de simbionte" que, de acordo com o dicionário Merriam-Webster, considera que ambas as pronúncias são tecnicamente aceitáveis. Hannah Shaw-Williams do site Screen Rant notou que o trailer reutilizava músicas do até então recém-lançado trailer do filme Avengers: Infinity War (2018) da Marvel, e questionou se isso era uma coincidência ou se a Sony estava "deliberadamente tentando vincular Venom ao UCM nas mentes do público. Qualquer que seja a razão, Venom precisará de mais do que apenas um trecho familiar de música de trailer para conquistar o público". Segundo a Fizziology, uma empresa de análises que leva em consideração diferentes plataformas de mídia social, o segundo trailer foi assistido mais de 64.3 milhões em 24 horas, um aumento de 72% em relação ao primeiro trailer. A Fizziology informou que é raro um segundo trailer ter mais visualizações do que o primeiro e também observou que as reações positivas em geral aumentaram 46%. A maioria das reações positivas foi direcionada para a aparência e o visual de Venom.
Fleischer, Hardy e Ahmed promoveram o filme na San Diego Comic-Con em 2018, onde a platéia recebeu máscaras de Venom e gritou "Nós somos Venom". No painel foram apresentadas filmagens inéditas do filme, incluindo a revelação do vilão simbiótico Riot. Mais tarde, um terceiro trailer foi lançado online. Ele foi criticado por Scott Mendelson (também da Forbes), que disse que o filme parecia comparável a Catwoman (2004) — "o exemplo brilhante de como não fazer este tipo de filme". Ele também sentiu que a decisão de Fleischer de fazer uma sequência de Zombieland, o seu filme bem-sucedido, antes do lançamento de Venom era uma indicação de que o filme não seria bom. Richard Newby, escrevendo para o The Hollywood Reporter, achou que o filme estava sendo comercializado como se estivesse em uma "era anterior", dizendo que "parece um pré-Homem de Ferro divertido" e mais para um cruzamento entre Um Lobisomem Americano em Londres (1981) e Blade (1998) do que um filme moderno de super-heróis. Ele também observou que, apesar dos temores iniciais, o último trailer deixou claro que Venom apareceria durante todo o filme, e acreditava que a falta de conexões do filme com universos compartilhados e seu tom distinto poderiam ajudar a Sony a provar que "tem controle sobre esses personagens depois de tudo". Uma revista em quadrinhos tie-in, servindo tanto como prê-sequência quanto um teaser do filme e simplesmente intitulada Venom, foi lançada pela Marvel em 14 de setembro em formato digital, com uma versão física disponível para àqueles que compraram ingressos do filme pela companhia AMC Theatres. A revista, que foi escrita por Sean Ryan e ilustrada por Szymon Kudranski, estabelece a história de fundo do simbionte no filme. A SKAN forneceu a arte da capa dos quadrinhos.

### Distribuição
A estreia mundial de Venom aconteceu no Regency Village Theatre em Westwood, Los Angeles, no dia 1 de outubro de 2018, e foi lançado nos Estados Unidos e no Canadá em 5 de outubro. No Brasil e em Portugal, o filme estrou nos cinemas em 4 de outubro de 2018. O filme será lançado na China em 9 de novembro, uma data que foi aprovada pelo conselho de cinema do país após uma inesperada queda nas vendas de bilheteria no início de 2018. Na grande maioria dos outros países, o lançamento aconteceu no dia 3 de outubro.

## Recepção

### Bilheteria
Em 18 de outubro de 2018, Venom arrecadou US$ 153 milhões nos Estados Unidos e no Canadá, e US$ 236.5 milhões em outros territórios, resultando o valor bruto de US $ 389.5 milhões nas arrecadações pelo mundo. Uma vez que o orçamento de produção do filme custou entre US$ 100 e US$ 116 milhões, o Deadline Hollywood havia estimado que o filme precisaria arrecadar aproximadamente US$ 450 milhões para atingir um ponto de equilíbrio contábil.
Nos Estados Unidos e no Canadá, as previsões iniciais para Venom eram a de que o longa arrecadasse $60–70 milhões em 4.250 exibições em salas de cinema no seu fim de semana de abertura. O filme arrecadou US$ 10 milhões na quinta-feira à noite, o maior lançamento do mês de outubro, batendo os US$ 8 milhões do Atividade Paranormal 3. Depois de conseguir US$ 32.7 milhões no seu primeiro dia, as estimativas para o fim de semana subiram para US$ 80 milhões. Contudo, o filme arrecadou US$ 80,3 milhões, tornando-se o melhor fim de semana de abertura de todos os tempos para o mês de outubro (quebrando o recorde de US$ 55.9 milhões alcançados pelo filme Gravidade em 2013), bem como a sétima melhor abertura para um filme da Sony. 68% do público do final de semana do dia de abertura era do sexo masculino (com 36% sendo maiores de 25 anos), enquanto que 36% eram caucasianos, 27% hispânicos e 19% afro-americanos. Segundo os dados da pesquisa feita pela Fandango, os motivos que fizeram a maioria do público querer assistir ao filme foram porque ele apresentava um anti-herói da Marvel, porque ele tinha o potencial de realizar um crossover com o Homem-Aranha e/ou porque eles eram fãs do Hardy. No feriado do Dia de Colombo o filme arrecadou US$ 9.6 milhões estabelecendo o recorde de melhor bilheteria de segunda-feira em outubro, e novamente superando o filme Gravidade. Venom permaneceu com saldo positivo no fim de semana seguinte, mesmo tendo declinado 55% para o valor de US$ 35.7 milhões.
Mundialmente, esperava-se que o filme chegasse entre US$ 160 a US$ 175 milhões, incluindo a bilheteria entre US$ 100 e US$ 110 milhões realizada em 58 mercados internacionais. No entanto, o filme acabou apresentando um desempenho extraordinário ao arrecadar US$ 125.2 milhões internacionalmente e US$ 205.5 milhões no seu fim de semana de abertura pelo mundo, sendo o maior já registrado em outubro. Venom terminou em primeiro lugar em todos os países, incluindo a Coréia do Sul (US$ 16.4 milhões em cinco dias), Rússia (US$ 13.6 milhões), Reino Unido (US$ 10.5 milhões) e México (US$ 10.2 milhões, a melhor abertura de filme da história da Sony no país).

### Crítica
No agregador de análises Rotten Tomatoes, o filme detém um percentual de aprovação de 30% com base em 254 avaliações, com uma nota média de 4.5/10. O consenso crítico do site diz: "Venom em seu primeiro filme solo acaba sendo como o personagem dos quadrinhos de todas as formas erradas — caótico, barulhento e com uma necessidade desesperada de um vínculo mais forte com o Homem-Aranha." No Metacritic, o filme tem uma pontuação média ponderada de 35 de 100, com base em 46 avaliações, indicando "críticas geralmente desfavoráveis". As audiências pesquisadas pelo CinemaScore deram ao filme uma nota média de "B+" na escala de A+ até F, enquanto que as pesquisas do PostTrak resultaram em uma pontuação positiva de 80%; o analisador de mídias sociais RelishMix apontou que as reações online ao filme eram "mistas... com tendência positiva".
Alonso Duralde, do TheWrap, fez uma crítica negativa do, chamando-o de "fracasso indiferente" e escrevendo: "Pulando do ponto de virada para o ponto da trama sem obstáculo lógico ou dos personagens, esse retorno do lendário nêmesis do Homem-Aranha — visto pela última vez no Homem-Aranha 3 — é agressivamente barulhento e estúpido sem ser muito divertido no geral." Owen Gleiberman da Variety escreveu: "Venom é um livro didático de um filme de história em quadrinhos que é desinteressante em sua incompetente competência, e até mesmo sua bravura de efeitos visuais... Esta entrada no Universo da Sony de Personagens da Marvel (prepare-se: existem 90!) pode não falhar tão mal quanto A Múmia de Tom Cruise, mas pode acabar sendo o caso semelhante de uma franquia que não atinge totalmente a sua decolagem." Katie Walsh, escrevendo para o Chicago Tribune, avaliou o filme com 2.5 de 4 estrelas dizendo: "É uma bagunça, mas nossa, é uma bagunça divertida e fascinante. Estes são sempre muito mais emocionantes do que qualquer um dos filmes de super-heróis formulados que desfilaram pelos multiplexes durante o ano todo." Perri Nemiroff do Collider deu nota C+ para o filme, citando um fraco e "sem valor" primeiro ato, apesar do filme "quase acabar com sua trama sem sentido no final, graças a esse bromance entre Eddie e Venom".

## Futuro
A Sony planeja lançar a própria franquia de Venom. Em julho de 2017, Panitch indicou que os futuros filmes de Venom poderiam desenvolver  mais com os filmes do Homem-Aranha.